# Don't Look Back (jeu vidéo)
Pour les articles homonymes, voir Don't Look Back.
Don't Look Back est un jeu de plates-formes créé par Terry Cavanagh en 2009. Le jeu est une interprétation moderne du mythe d'Orphée et d'Eurydice.
Le jeu combine deux idées : Cavanagh voulait créer un jeu de tir où les actions du joueur prenaient un nouveau sens depuis une autre perspective et il voulait aussi créer un jeu où le gameplay était une métaphore des actions du joueur.
Les critiques étaient favorables concernant l'addictivité et le design du jeu, mais étaient partagées concernant son haut niveau de difficulté.

## Système de jeu
Le jeu est une interprétation du mythe d'Orphée et Eurydice avec des graphismes imitant ceux des jeux Atari VCS.
Le joueur contrôle un homme qui commence le jeu debout devant la tombe de sa dulcinée. Après avoir trouvé un pistolet, il descend en enfer pour trouver l'esprit de la morte et la ramener à la surface. Le joueur a un nombre illimité de chances de passer chaque écran du jeu, mais l'écran doit être réessayé s'il touche un ennemi ou élément dangereux du décor (lave, piques, etc.) ou s'il se retourne pour regarder son amante après l'avoir libérée,,

## Sortie
En 2012, Apple rejette d'abord le jeu qui devait sortir sur iOS, reprochant à l'auteur la présence du message « there are no in-app purchases or any of that nonsense » (« Il n'y a pas de micro-achats dans le jeu ni aucune idiotie du genre »), qui enlève la mention en question après avoir posté un billet de blog se moquant de cette réaction. 

## Accueil
Le jeu a reçu des critiques positives, en particulier pour son design. Cependant, certains journalistes ont critiqué la difficulté trop élevée du jeu.
Jim Rossignol de Rock, Paper, Shotgun a dit de Don't Look Back qu'il est « simpliste, mais très retors »,, ajoutant qu'il « est très bien réalisé »,.
Le développeur indépendant Derek Yu a trouvé que le jeu ressemblait à Seiklus (en), tout en étant « plus ciblé et difficile », et qu'il est gratifiant à jouer pour les fans du genre.
Tim Rose d'IndieGames.com a dit que le jeu était « tout simplement brillant » et « un grand jeu de plates-formes qui mérite qu'on y joue »,.
L'équipe de Escapist Magazine a trouvé le jeu addictif, « un parfait exemple de faire plus avec moins »,. Ils ont trouvé que le jeu possédait une « esthétique magnifiquement envoûtante ».